# (4341) Poséidon
(4341) Poséidon est un astéroïde Apollon découvert le 29 mai 1987 par C. S. Shoemaker à l'observatoire Palomar.

## Origine du nom
Il tire son nom de Poséidon, dieu de la mer dans la mythologie grecque.